# Роджерс-Центр
Роджерс-Центр — багатофункціональний стадіон в місті Торонто, Онтаріо. Домашня арена команди Американської ліги MLB Торонто Блю Джейс. Стадіон має розсувний дах та вміщує 50,516 глядачів.

## Історія
На початку 1970-х місто Торонто почало спроби залучити до себе команду MLB. Розглядався варіант перевезення до міста команди Сан-Франциско Джаєнтс, але спроби були марні. Тож місто подало заявку на розширення ліги за рахунок створення нової команди. У 1976 ліга погодила цю заявку, тоді було створено команду Торонто Блу-Джейс. Однак місто не мало для команди нового стадіону, тож Блу-Джейс доводилось грати на старому стадіоні «Exhibition Stadium», який створювався для гри у Канадський футбол. Ідея побудувати критий стадіон прийшла у 1982 році, коли на матчі фіналу кубку Канадської футбольної ліги (Grey Cup) на «Exhibition Stadium» пішов проливний дощ і більшість глядачів змокли до нитки. Преса тоді назвала це «Кубок Дощу»(the Rain Bowl). Після цього вболівальники почали вимагати будівництва нового, критого стадіону. У 1983 році було запропоновано місце для нової арени у даунтауні Торонто біля CN Tower. Тоді було заплановано, що стадіон буде не просто критий, але з розсувним дахом, та буде багатофункціональним.
Церемонія відкриття відбулась 3 червня 1989 зібравши більше 60,000 глядачів. А вже два дні потому Блу-Джейс зіграли перший матч на новій арені.
Також частиною стадіону є готель «Toronto Marriott City Centre» який має 350 кімнат, 70 з яких мають вікна що виходять прямо на ігрове поле Роджерс Центру.

## Фінансування
Початково бюджет будівництва складав $150 млн (канадських доларів). Спорудження розпочалось у жовтні 1996 і відкриття було заплановано на перший день сезону MLB (квітень) 1989. Проте відкриття відбулось на два місяці пізніше, а вартість будівництва зросла до $590 млн канадських доларів (приблизно $471 млн американських доларів). Обслуговування боргу (витрачених на будівництво грошей) коштувало набагато більше, ніж щорічні доходи стадіону, а дефіцит продовжував зростати до більш ніж 400 млн (канадських доларів). Коли уряд Онтаріо вирішив погасити весь борг у 1994 році, він продав SkyDome (тодішня назва Роджерс Центр) групі компаній за 151 мільйон доларів. Після банкрутства цієї групи, стадіон купила компанія Sportsco International за $85 млн. А вже у 2004 компанія Rogers Communications (нинішні власники арени та команди) викупили стадіон вже за $25 млн — приблизно 1/20 вартості витраченої на будівництво.

## Розміри поля
- Left Field Line — 328 feet (100 m)
- Left-Centre Power Alley — 375 feet (114 m)
- Centre Field — 400 feet (122 m)
- Right-Centre Power Alley — 375 feet (114 m)
- Right Field Line — 328 feet (100 m)
- Backstop — 60 feet (18 m)

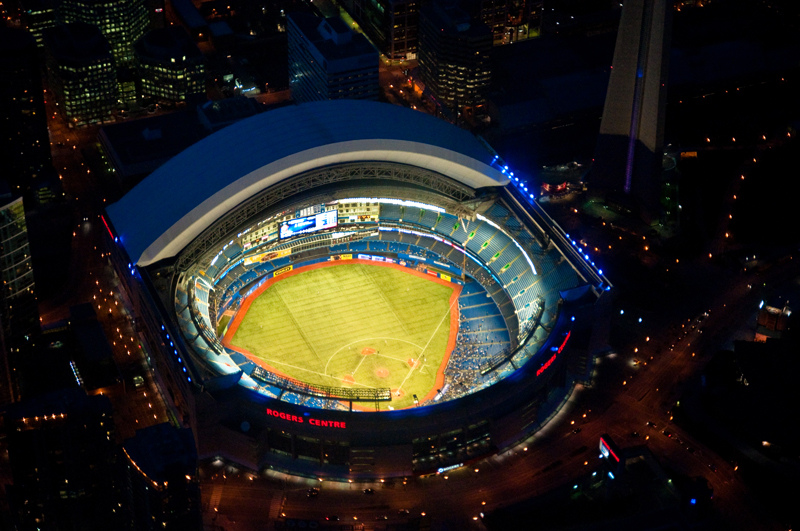
Вид з повітря
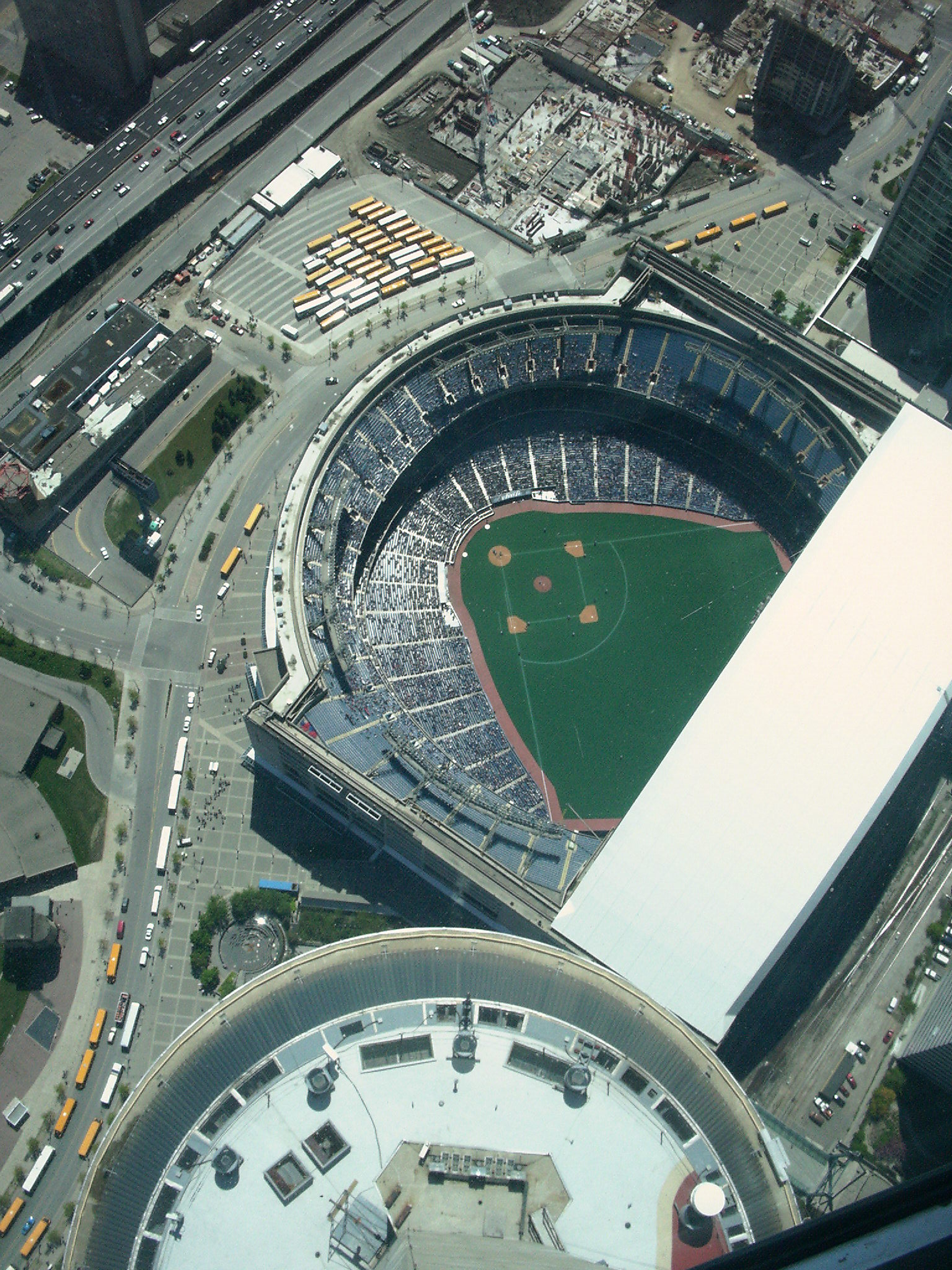
Роджерс Центр знятий з CN Tower
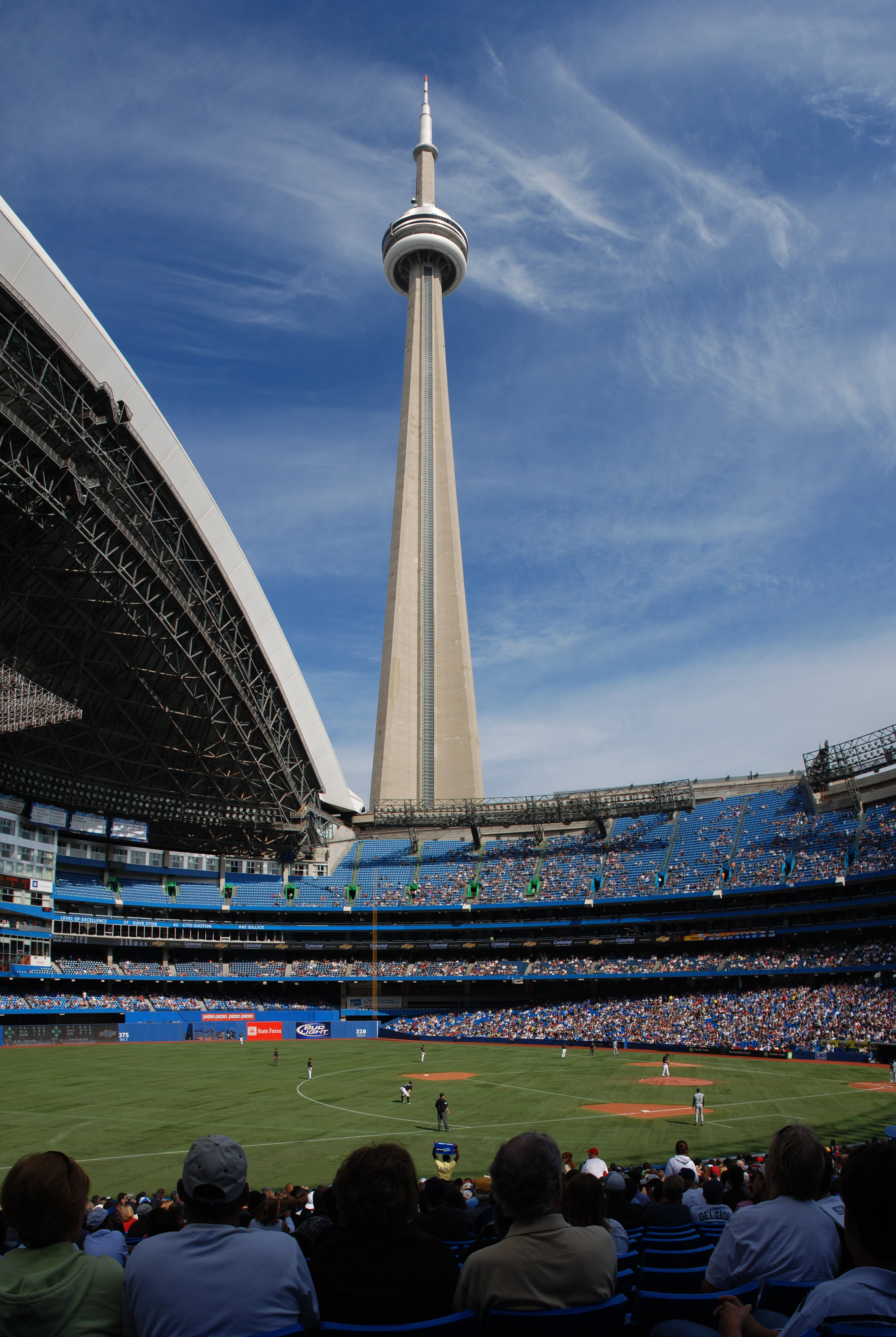
CN Tower видно прямо з трибун
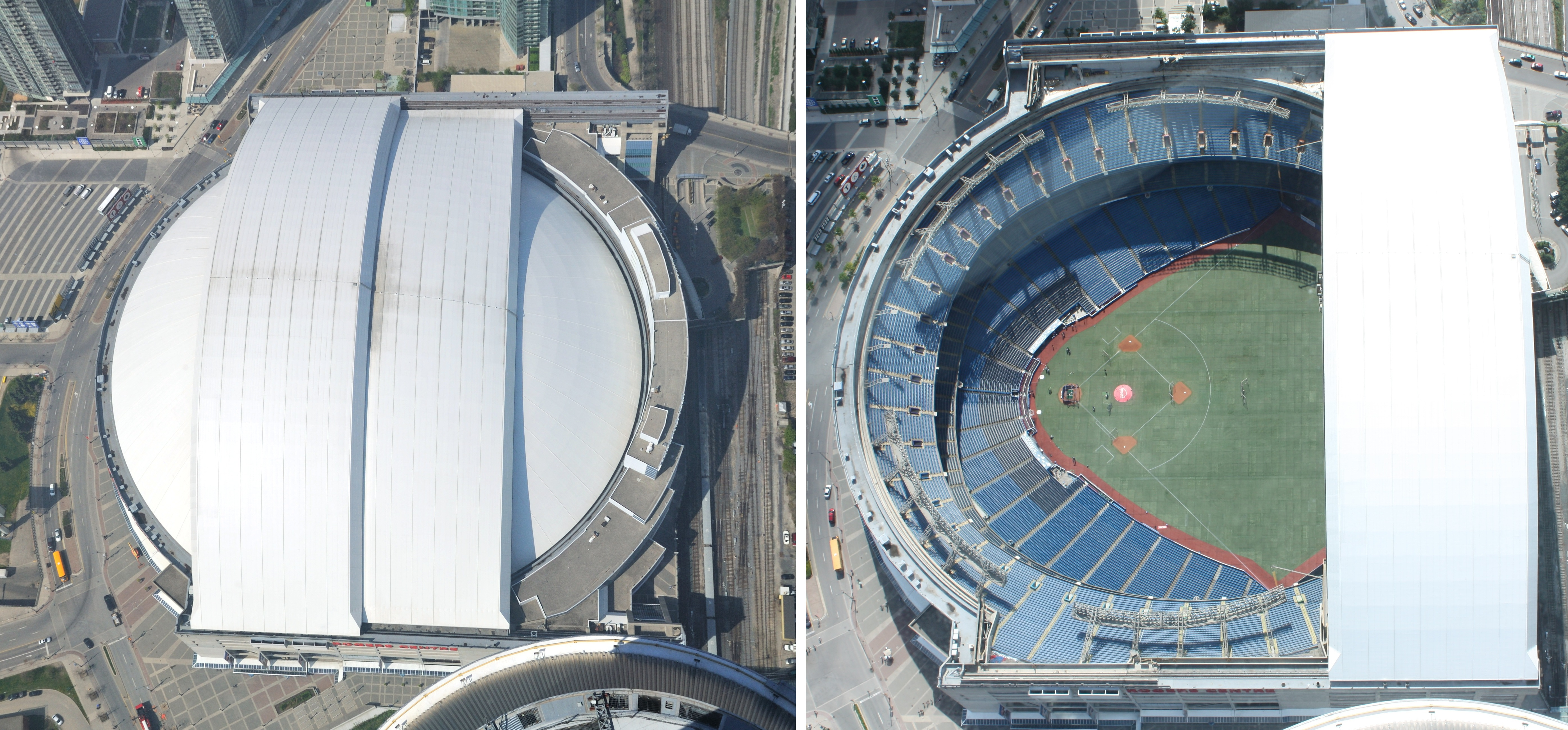
Роджерс Центр с закритим та відкритим дахом
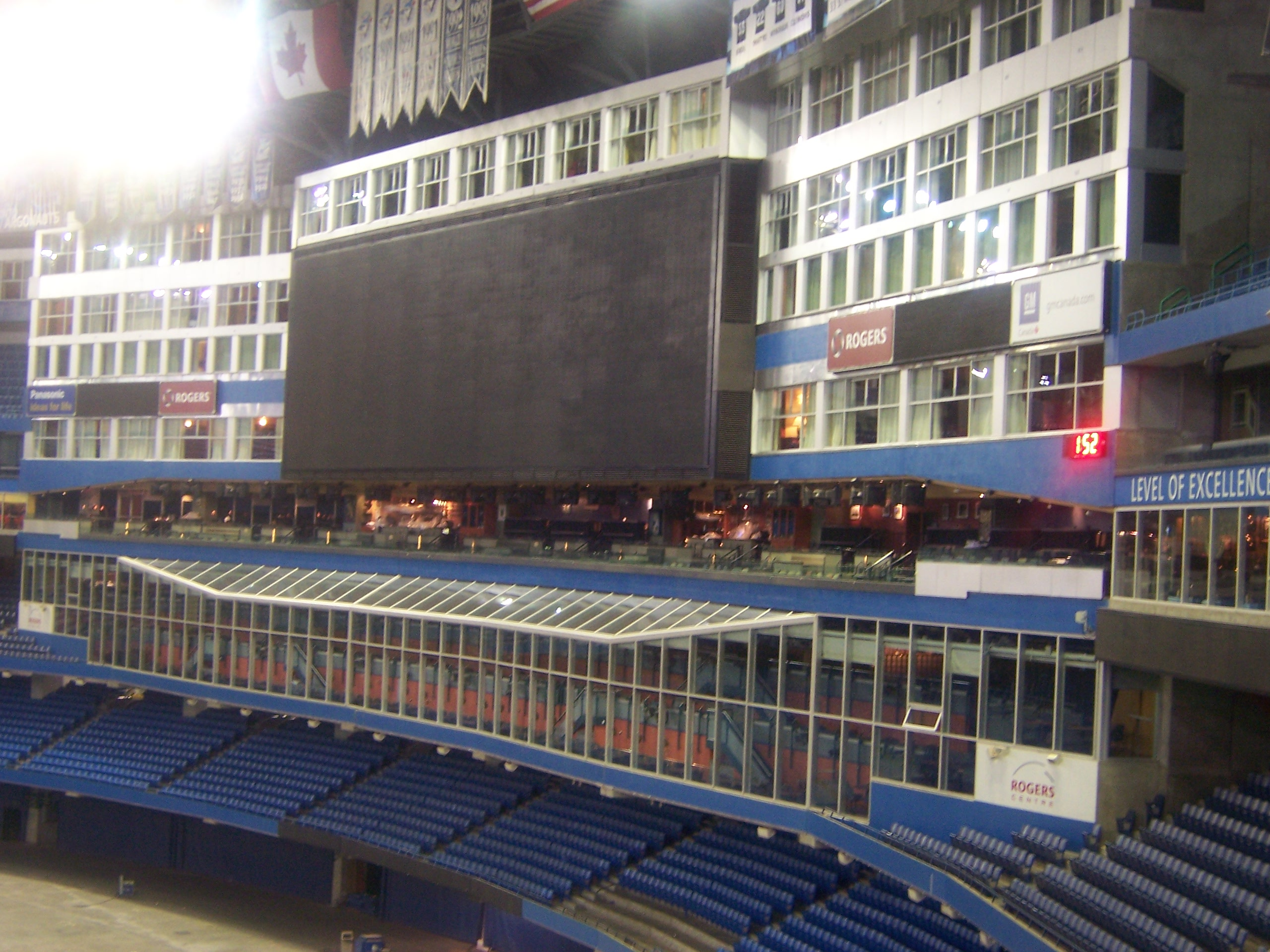
Табло стадіону, та вікна готелю "Rogers Centre Renaissance"

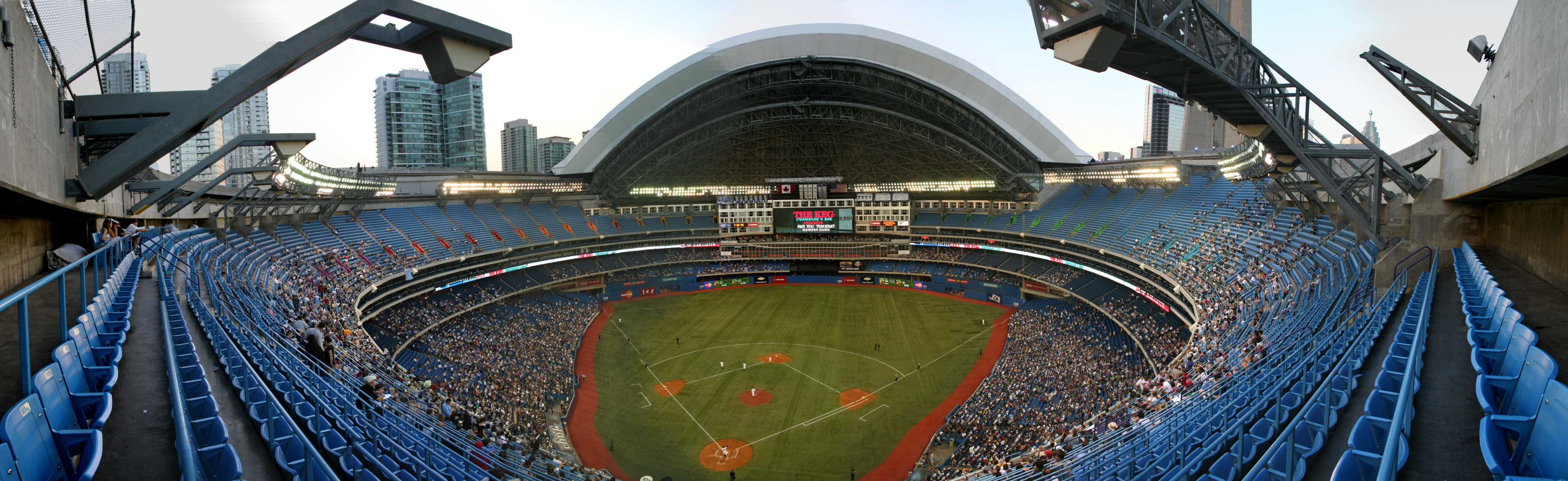
Панорама Роджерс Центр